# جيمي واتسون (لاعب كرة قدم أمريكي)
جيمي واتسون (بالإنجليزية: Jamie Watson)‏ (10 أبريل 1986 في الولايات المتحدة - ) هو لاعب كرة قدم أمريكي في مركز الوسط. شارك مع منتخب الولايات المتحدة تحت 17 سنة لكرة القدم. أما مع النوادي، فقد لعب مع ريال سالت ليك ونادي دالاس وتشارلستون بيتري وOrlando City SC (2010–2014) ‏ وWilmington Hammerheads FC ‏ وDFW Tornados ‏ وAustin Aztex U23 ‏ وAustin Aztex FC ‏ وMinnesota United FC (2010–2016) ‏.

## وصلات خارجية
- جيمي واتسون على موقع الدوري الأمريكي (الإنجليزية)
- جيمي واتسون على موقع قاعدة بيانات كرة القدم.إي يو (الإنجليزية)